# 卡奇馬里 (莫斯季斯卡區)
49°51′55″N 23°11′16″E / 49.86528°N 23.18778°E
卡奇馬里（烏克蘭語：Качмарі），是烏克蘭西部的村莊，隸屬利維夫州的亞沃里夫區。該村始建於1449年，面積0.12平方公里，海拔高度217米，2020年人口53，人口密度每平方公里638.66人。